# Косяк (шашечный дебют)
Косяк — дебют в русских шашках. 

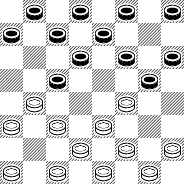
Табия дебюта после третьего хода чёрных

Табия дебюта возникает после ходов 1. cb4 fg5. 2. gf4 gf6. 3. bc3 bc5 с перестановками ходов.
Далее возможно перейти в Классический косяк после ходов 4.ba5 gh4. Игра идет по косяку, образующийся диагоналями d8-h4-e1-a5
Переходит в дебюты:
- Косяк Перельмана после 5. cb4 fg5, где белые получают тяжелую игру;
- Косяк Саргина после 5. cd4 (дебют разыгрывается по-разному: 1. cd4 fg5 2. bс3 gf6 3. cb4 bс5 4. d:b6 a:с5; 1. ab4 bc5 2. bа3 fg5 3. cd4 gf6 4. d:b6 a:c5; 1. gf4 fg5 2. cd4 bc5 3. d:b6 a:c5 4. bс3 gf6 5. сb4 и т. д.)
- Косяк Селезнева после 1.cb4 bc5 2.bc3 fg5 3.cd4 gf6 4.db6 ac5
- Косяк с разменом на g5 1.cb4 fg5 2.gf4 gf6 3.bc3 gh4 4.fg5 hf4 5.hf4